# Associação Desportiva Ferroviária Vale do Rio Doce
El Associação Desportiva Ferroviária Vale do Rio Doce, comúnmente llamado Desportiva Ferroviária o simplemente Desportiva, es un club deportivo de la ciudad de Cariacica, en el estado de Espírito Santo en Brasil. El club fue fundado el 17 de junio de 1963 como resultado de la fusión de varios clubes controlados por la Companhia Vale do Rio Doce.

## Historia
Dentro del fútbol profesional destacan sus 18 títulos del Campeonato Capixaba. En participaciones en torneos nacionales, el Desportiva ha estado presente en 16 ediciones del Campeonato Brasileño de Serie A (1965, 1966, 1968, 1973 a 1982, 1985, 1987, 1993 y 2000), y en 9 ediciones de la Copa do Brasil (1990, 1993, 1995, 1997, 2001, 2009, 2013, 2014, 2017).
Su principal adversario futbolístico es el Rio Branco Atlético Clube, con el cual disputa el Clássico dos Gigantes o Derby Capixaba, ambos clubes son los más populares del estado.

## Estadio
El equipo disputa sus partidos en el Estadio Engenheiro Alencar Araripe, con una capacidad para 8.000 personas.

## Palmarés
- Títulos estaduales
  - Campeonato Capixaba (18):

1964, 1965, 1967, 1972, 1974, 1977, 1979, 1980, 1981, 1984, 1986, 1989, 1992, 1994, 1996, 2000, 2013, 2016.
- - Copa Espírito Santo (2):

2008, 2012.
- - Taça Cidade de Vitória (2):

1966, 1968.
- - Copa dos Campeões do Espírito Santo (1):

2014.
- - Taça Unimed Vitória (1):

2014.
- - Campeonato Capixaba Série B (2):

2007, 2012.
- - Copa Norte (1):

1977.
- - Torneio Jones dos Santos Neves (1):

1977.
- - Torneio Início do Espírito Santo (1):

1967.